# Stewart Morris
Stewart Harold Morris (ur. 25 maja 1909 w Bromley, zm. 4 lutego 1991 w West Wittering) – brytyjski żeglarz sportowy, medalista olimpijski.
Podczas letnich igrzysk olimpijskich w Londynie (1948) zdobył, wspólnie z Davidem Bondem, złoty medal w żeglarskiej klasie Swallow.
Stewart Morris zaczął żeglować już jako nastolatek. Był rezerwowym w drużynie olimpijskiej w 1936, podobnie w 1952. W 1932 odniósł swoje pierwsze zwycięstwo w Pucharze Księcia Walii, a jego rekordowe 12. i ostatnie zwycięstwo miało miejsce 33 lata później. Odniósł liczne zwycięstwa w ważnych wydarzeniach, w tym zwycięstwo w mistrzostwach Europy. Był także mistrzem Wielkiej Brytanii w klasach Swallow i Firefly. Był członkiem wielu klubów żeglarskich, w tym Royal Yacht Squadron. W 1944 został odznaczony OBE za udział w lądowaniu w Normandii, pełniąc funkcję dowódcy w RNVR (Royal Naval Volunteer Reserve).